# 176 a.C.
Il 176 a.C. (CLXXVI a.C. in numeri romani) è un anno  del II secolo a.C.

## Morti
- Cleopatra I, regina
- Gneo Cornelio Scipione Ispallo, politico romano
- Quinto Petilio Spurino, politico romano